# Ficus lutea
Ficus lutea là một loài thực vật có hoa trong họ Moraceae. Loài này được Vahl mô tả khoa học đầu tiên năm 1805.

## Hình ảnh

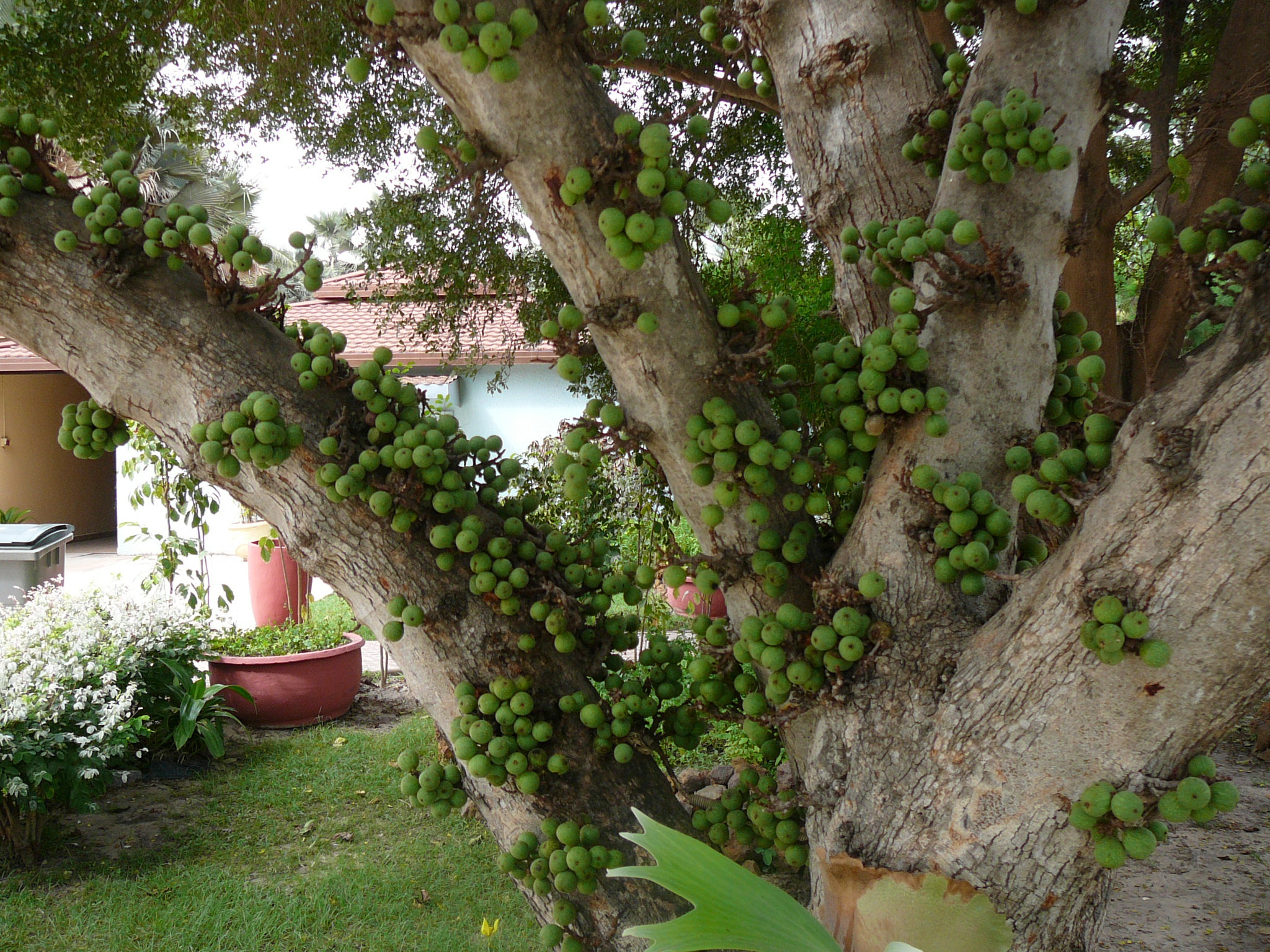
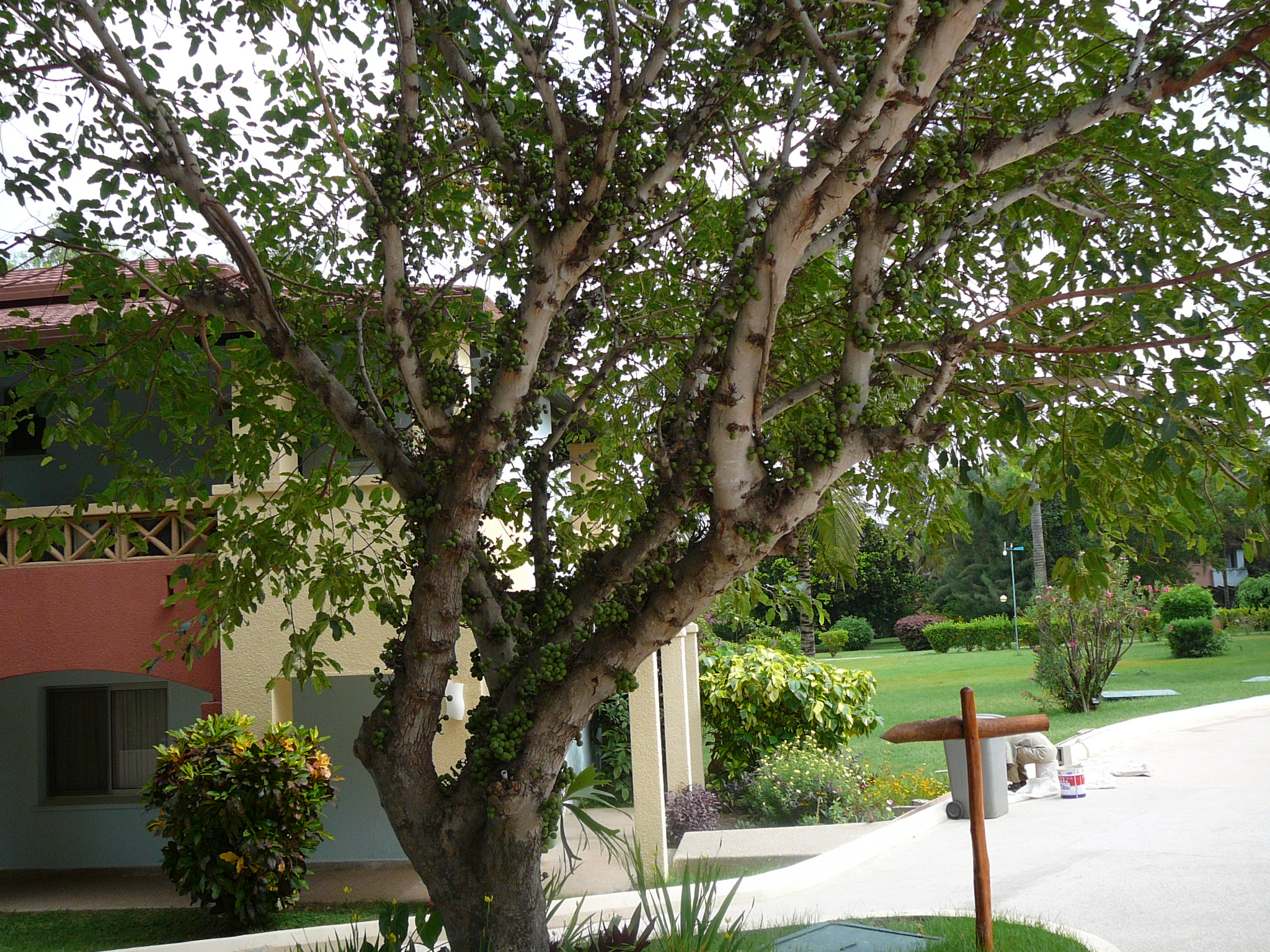
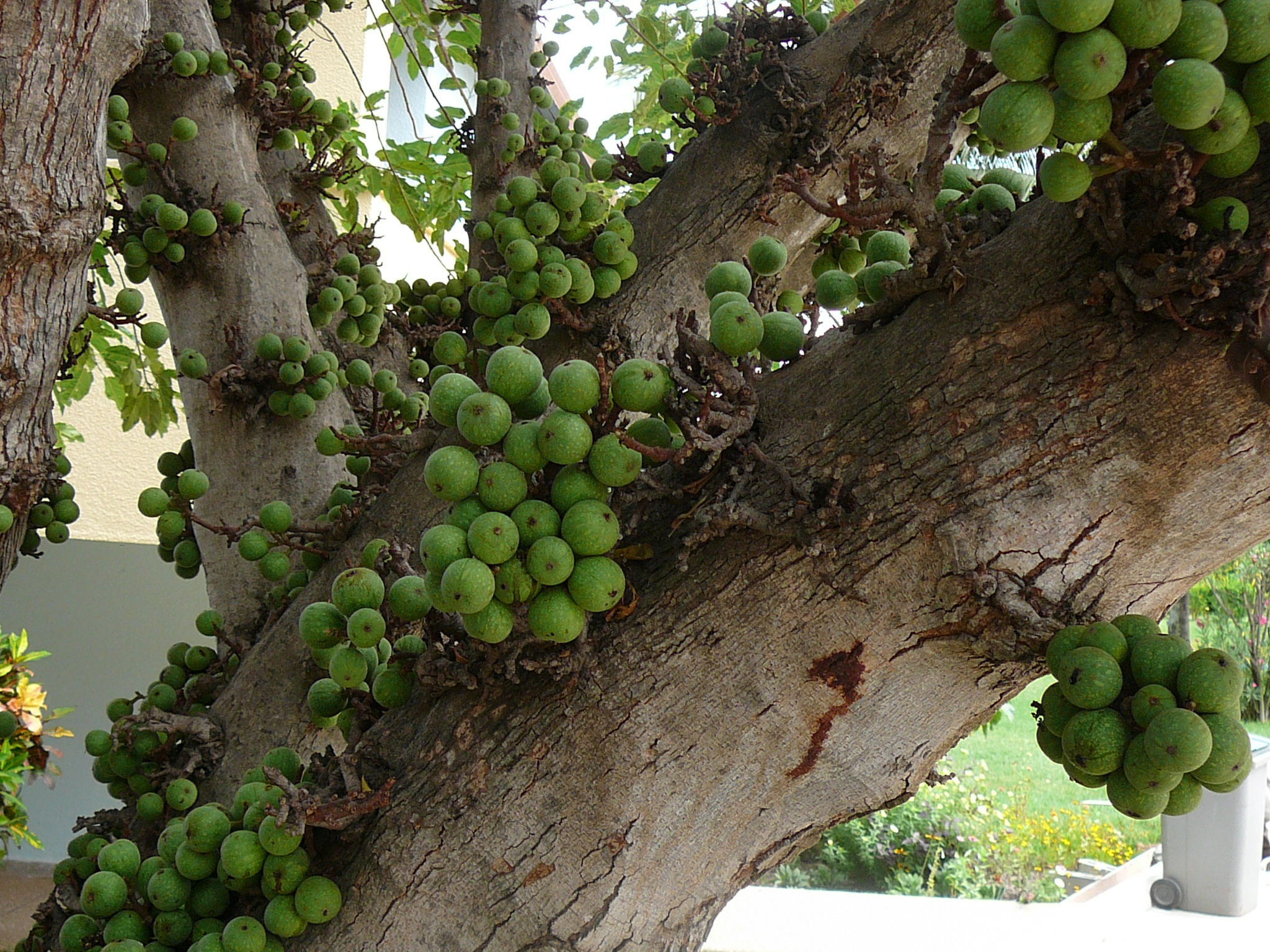
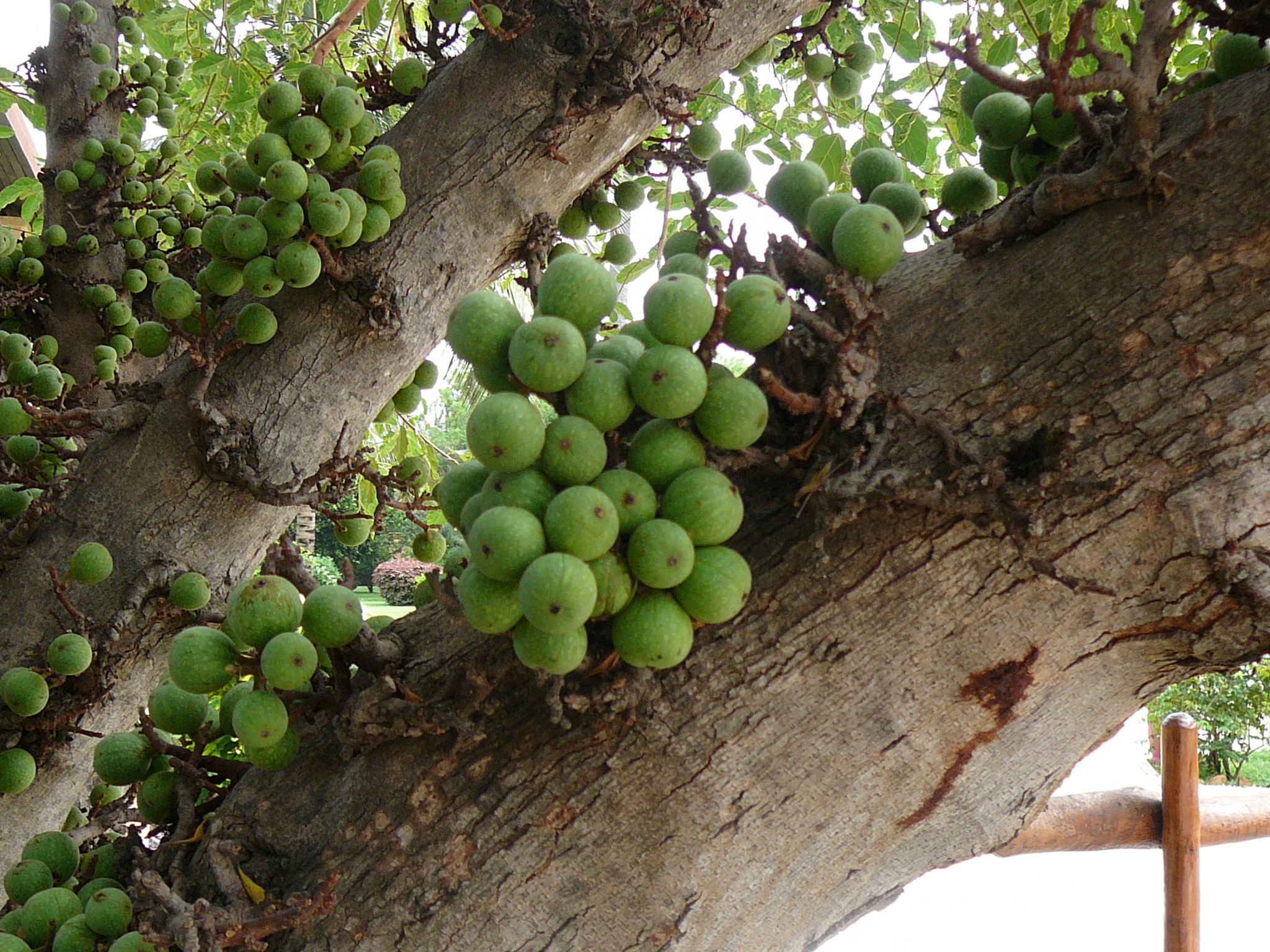